# Søde lille du
Søde lille du er en dansk dramafilm fra 2010, instrueret af Charlotte Madsen

## Medvirkende
- Laurids Rolann som Rasmus
- Therese Glahn som Liva, Rasmus's mor
- Michael Asmussen som Landbetjenten
- Flemming Bang som Flemming
- Dan Billeskov som Kiksen
- Caroline Reese Bjergstad som Anna
- Sasha Henriksen som Silje
- Gustav Møller Kaag som Kristian
- Stefan Kragh som Willy
- Morten Aagaard Larsen som Jardonas
- Willy Mollerup som Johan
- Simone Rolann
- Victoria Rønne som Sine
- Helena Quist Kristensen
- Oliver Harring Olesen